# Érase una vez en Euskadi
Érase una vez en Euskadi es una película española dramática dirigida por el debutante Manu Gómez y protagonizada por los jóvenes actores Asier Flores, Aitor Calderón, Miguel Rivera y Hugo García.

## Sinopsis
Euskadi, 1985. El colegio ha terminado, por fin llegan las ansiadas vacaciones. Marcos y sus 3 amigos, José Antonio, Paquito y Toni, reciben expectantes la llegada del verano, un verano prometedor sobre todo porque a sus doce años poco importa dónde, ni cuándo, ni cómo. Recorrerán las horas en el laberinto que la vida les ha deparado, en una Euskadi antigua, luchadora, convulsa. Un laberinto de paredes grafiteras, donde rebotan las pelotas de goma y los sueños de libertad; cubierto de un cielo gris prefabricado en cooperativas, donde la muerte y la vida ya no mantienen relaciones formales.

## Reparto
- Asier Flores como Marcos
- Aitor Calderón como Toni
- Miguel Rivera como Paquito
- Hugo García como José Antonio
- Luis Callejo como Jesús
- Marian Álvarez como Carmen
- Vicente Vergara como Mariano
- Pilar Gómez como Josefa
- Vicente Romero como Anselmo
- María Isasi como Pura
- María Alfonsa Rosso como Concha
- Arón Piper como Maserati
- Yon González como Félix
- Ruth Díaz como Dolores
- Josean Bengoetxea como Luis Mari
- Rafael Martín como Julián
- Betiza Bismark como Mirta
- Elena Gutiérrez como Azucena
- Chema Trujillo como Ángel
- Sandra Ferrús como profesora

## Producción
Es el primer largometraje del realizador Manu Gómez, y la nueva apuesta de la productora Beatriz Bodegas por un realizador novel. En palabras del director: «Érase una vez... Euskadi es un retorno a mi infancia y a esas calles que me vieron crecer. Una historia cuyo objetivo es recorrer desde la mirada de cuatro niños de doce años esa Euskadi de los 80 que tanta huella dejó en aquellos que la vivimos, la disfrutamos y a menudo la lloramos». Es una producción de La Canica Films y Érase una vez mi cuadrilla AIE, con la participación de RTVE y EITB, el apoyo del ICAA y la colaboración de CreaSGR y Wandermoon Finance. Las ventas internacionales correrán a cargo de Film Factory. La película cuenta con un presupuesto de más de 3,1 millones de euros.

### Rodaje
El 31 de agosto comenzó el rodaje de la película. Las grabaciones se desarrollaron a lo largo de siete semanas en diferentes localizaciones del País Vasco como Mondragón, Azcoaga, Vergara, Éibar, Elgeta, Elgóibar, Oñate, Placencia de las Armas y Zumárraga.

### Estreno
La película se preestrenó en el Festival de Cine de San Sebastián como una de las películas protagonistas de las galas de RTVE el 23 de septiembre. Posteriormente, tuvo su estreno oficial en cines el 29 de octubre.